# Идзири, Юдзи
Юдзи Идзири (яп. 井尻 雄士) (24 февраля 1935, Кобе, Япония — 18 января 2017) — японский исследователь и педагог по бухгалтерскому учёту. Профессор бухгалтерского учёта и экономики университета Роберта Труэблуда. Преподаватель университета Карнеги-Меллона.

## Образование
Окончил Высшую школу торговли Нара. Во время обучения сдал тест, позволивший сдать экзамен CPA без степени. В 1953 году сдал экзамен, продолжая учёбу в колледже. В возрасте 21 года стал самым молодым сертифицированным бухгалтером Японии.
В 1953 году окончил юридический факультет Университета Рицумейкана. Учился в аспирантуре Миннесотского университета и окончил его в 1960 году. В 1963 году ему была присвоена докторская степень в Университете Карнеги-Меллон.

## Профессиональная карьера
Получив специальность юриста, работал с небольшой фирмой, с 1963 по 1967 год продолжил работу на факультете Стэнфордского университета, а затем — в Университете Карнеги-Меллона.
Являлся автором 25 книг и более 200 статей в профессиональных журналах и нескольких монографий, в том числе Momentum Accounting и Triple-Entry Bookkeeping .
В 1982—1983 годах являлся президентом Американской бухгалтерской Ассоциации.
В 1989 году был введен в Зал славы бухгалтерского учета.